# 奥村ナナ
奥村 ナナ（おくむら なな、1974年3月 - ）は、1998年（平成10年）の『ミス・ユニバース・ジャパン』である。同年からフランス人実業家、イネス・リグロンによって運営されるようになった新生『ミス・ユニバース・ジャパン』の最初の優勝者であり、直後に行われたミス・ユニバース世界大会にも日本代表として出場した。

## 人物

### 生い立ち
2歳のとき、両親とともに広島からロンドンに移住した。7歳のときに日本に帰国したが、その際には日本語を話すことができなかったという。

### ミス・ユニバース
1998年（平成10年）の『ミス・ユニバース・ジャパン』となり、日本代表（ミス・ジャパン）として、同年5月にハワイ州のホノルルで行われたミス・ユニバース1998世界大会に出場した。ミス・ユニバース時代の公称プロフィールでは、身長165cm、B 83 cm、W 60 cm、H 88 cm。
コンテスト参加に先立つ同年3月、学生だった奥村はデザインへの興味があったものの、就職先が決まらずにファッションの専門学校で学ぶことを考えていた。そのようなときに奥村は、ミス・ユニバース・ジャパンの運営者としてミス・ユニバース世界大会の日本代表候補を探していたイネス・リグロンに、東京・表参道で声を掛けられた。出場を誘われた奥村は、1ヵ月後には『ミス・ユニバース・ジャパン』となり、さらに5日後には世界大会出場のためにハワイにいることとなった。
奥村は世界大会では無冠であったが、リグロンは奥村を、「どこにでもいる『隣のお姉さん』風だが、ナチュラル・ビューティーであり、エレガントであり、自信を持って振舞うことのできる人物」と評した。

### 受賞後
2000年（平成12年）に放送された全日空のテレビCM 『ハンバーガー計画』では、スチュワーデス役として野球選手・松坂大輔と共演したほか、化粧品ブランド『アーティストリー』（日本アムウェイ）のテレビCMにも出演した。また、同年に公開された香港映画 『東京攻略』にも出演している。